# هیرو شرقی
هیرو شرقی (به انگلیسی: Hero Sharqi) یک شهرک در پاکستان است که در ناحیه دیره غازی خان واقع شده‌است.